# Metoda jackknife
Metoda jackknife, rzadziej metoda scyzorykowa (ang. jackknife resampling) – procedura statystyczna będąca jedną z metod repróbkowania, w ramach której na podstawie dostępnej próby tworzy się (najczęściej z użyciem odpowiedniego programu komputerowego) dużą liczbę nowych próbek, dzięki którym możliwe jest przybliżenie rozkładu badanej cechy w populacji.
Metoda jacknife została stworzona i opublikowana po raz pierwszy przez brytyjskiego statystyka Maurice’a Quenouille’a w 1949 r. Następnie została rozwinięta przez amerykańskiego matematyka i statystyka Johna Tukeya w 1958 r. Niekiedy, odwołując się do nazwisk twórców, nazywa się tę metodę Quenouille-Tukey jackknife. Tukey wprowadził nazwę tej metody jacknife (pol. scyzoryk), aby zaznaczyć, że jest to uniwersalne narzędzie, mające potencjalnie wiele zastosowań.